# Axel Konan
Haouliais Axel Cédric Konan (Abidjan, 25 gennaio 1983) è un ex calciatore ivoriano, di ruolo attaccante.

## Biografia
Il 14 settembre 2012 acquisisce la cittadinanza italiana. È sposato e ha due figlie.
Rimasto nei cuori dei tifosi del Lecce, i salentini lo hanno affettuosamente soprannominato Il Barbaro dato che l'attaccante ivoriano si è dimostrato protagonista in una storica vittoria dei giallorossi sulla Juventus per 4-3 il 25 aprile 2004

Dotato di un fisico asciutto, Konan veniva spesso schierato come esterno offensivo, indifferentemente a destra o a sinistra, oppure anche come seconda punta. Dotato di un'eccellente tecnica individuale, riusciva a saltare abilmente l'uomo grazie anche a un'impressionante rapidità nello stretto e ciò lo rendeva anche decisivo nelle fasi cruciali della partita. Pur avendo dimostrato un grande talento negli anni a Lecce, dove si è dimostrato molte volte una pedina fondamentale in partite complicate, la sua carriera tuttavia non è mai decollata del tutto a causa di alcuni gravi infortuni che lo hanno portato a ritirarsi a soli 30 anni, oltre che ai numerosi problemi familiari che spesso gli facevano terminare anzitempo le stagioni.

## Carriera
La sua carriera in Italia comincia nel 1999 nel Lecce, con cui debutta in Serie A all'età di sedici anni, nel campionato 2000-2001 in Lecce-Juventus (1-4, 17 dicembre 2000). Alla fine del torneo è quella l'unica presenza in prima squadra.
Nel 2001-2002 ottiene 9 presenze e il primo gol nella massima serie, il 25 novembre 2001 in Venezia-Lecce 1-1.
Nel 2002-2003, in Serie B, gioca 16 partite e realizza 2 gol.
L'anno dopo, in Serie A, in 32 presenze segna 6 gol, tra cui una doppietta nella vittoria del Lecce al delle Alpi contro la Juventus (3-4 il 25 aprile 2004).
Nel 2004-2005 contribuisce alle prestazioni della squadra con 20 presenze e 6 gol. Nella stagione 2005-2006, nonostante la retrocessione finale del Lecce in Serie B, Konan ha segnato 6 gol, tra cui quello che ha dato ai giallorossi la vittoria sul Milan in Lecce-Milan (1-0) del 1º aprile 2006 e la doppietta nell'ultima partita contro la Sampdoria (vittoria per 3-1 in trasferta). In totale in giallorosso colleziona, dal 1999 al 2006, 95 partite e 19 gol in Serie A, 16 e 2 in Serie B e 8 match e un gol in Coppa Italia.
Il 31 agosto 2006, al termine della sessione estiva del calciomercato, passa in prestito al Torino. Con i granata gioca poco a causa di un lungo infortunio. Nell'estate 2007 torna quindi al Lecce, proprietario del suo cartellino.
Nel gennaio 2008 risolve i suoi problemi fisici e rientra in campo. Il 16 febbraio 2008 torna ad indossare la maglia del Lecce nella gara casalinga vinta per 2-0 contro l'Avellino. Colleziona altre quattro presenze nel campionato conclusosi con la promozione dei salentini in Serie A via play-off. Nella stagione seguente, in Serie A, va in gol nuovamente contro la Juventus allo Stadio Olimpico di Torino (2-2). Alla fine della stagione si svincola e decide, per problemi familiari, di restare inattivo per l'intera stagione 2009/2010.
Riparte nel novembre 2010 con gli svizzeri dell'AC Bellinzona, dove segna 2 gol in 17 partite con la squadra svizzera.
In seguito alla retrocessione del club si svincola.
Il 5 febbraio 2013 trova l'accordo con il Sorrento fino a fine stagione. Esordisce con la maglia dei costieri il 2 marzo in occasione del match Viareggio-Sorrento, subentrando nei minuti finali.
A fine stagione si ritira momentaneamente dal calcio all'età di 30 anni.
Riprende a giocare tra i professionisti nel  2017 in Estonia tesserato per il FC Zenit Tallinn. A fine 2018 abbandona definitivamente il calcio giocato.

## Statistiche

### Club
Statistiche aggiornate al 26 marzo 2013.
| Stagione        | Squadra         | Campionato      | Campionato | Campionato | Coppe nazionali | Coppe nazionali | Coppe nazionali | Coppe europee | Coppe europee | Coppe europee | Altre coppe | Altre coppe | Altre coppe | Totale | Totale |
| Stagione        | Squadra         | Comp            | Pres       | Reti       | Comp            | Pres            | Reti            | Comp          | Pres          | Reti          | Comp        | Pres        | Reti        | Pres   | Reti   |
| --------------- | --------------- | --------------- | ---------- | ---------- | --------------- | --------------- | --------------- | ------------- | ------------- | ------------- | ----------- | ----------- | ----------- | ------ | ------ |
| 2000-2001       | Lecce           | A               | 1          | 0          | CI              | -               | -               |               | -             | -             |             | -           | -           | 1      | 0      |
| 2001-2002       | Lecce           | A               | 9          | 1          | CI              | 1               | 0               |               | -             | -             |             | -           | -           | 10     | 1      |
| 2002-2003       | Lecce           | B               | 16         | 2          | CI              | 3               | 0               |               | -             | -             |             | -           | -           | 19     | 2      |
| 2003-2004       | Lecce           | A               | 32         | 6          | CI              | 1               | 0               |               | -             | -             |             | -           | -           | 33     | 6      |
| 2004-2005       | Lecce           | A               | 20         | 6          | CI              | 2               | 1               | -             | -             | -             |             | -           | -           | 22     | 7      |
| 2005-2006       | Lecce           | A               | 33         | 6          | CI              | 1               | 0               |               | -             | -             |             | -           | -           | 34     | 6      |
| 2006-2007       | Torino          | A               | 5          | 0          | CI              | 0               | 0               |               | -             | -             |             | -           | -           | 5      | 0      |
| 2007-2008       | Lecce           | B               | 5          | 0          | CI              | 0               | 0               |               | -             | -             |             | -           | -           | 5      | 0      |
| 2008-2009       | Lecce           | A               | 13         | 1          | CI              | 1               | 0               | -             | -             | -             |             | -           | -           | 14     | 1      |
| Totale Lecce    | Totale Lecce    | Totale Lecce    | 129        | 22         |                 | 9               | 1               |               | -             | -             |             | -           | -           | 138    | 23     |
| 2010-2011       | Bellinzona      | SL              | 16         | 2          | CS              | 1               | 0               |               | -             | -             |             | -           | -           | 17     | 2      |
| feb.-giu. 2013  | Sorrento        | PD              | 7+2        | 0          | CI+CI-LP        | -               | -               |               | -             | -             |             | -           | -           | 9      | 0      |
| Totale carriera | Totale carriera | Totale carriera | 159        | 24         |                 | 10              | 1               |               | -             | -             |             | -           | -           | 169    | 25     |

## Palmarès

### Club

#### Competizioni giovanili
- Campionato Primavera: 2

Lecce: 2002-2003, 2003-2004
- Coppa Italia Primavera: 1

Lecce: 2001-2002